# بنيامين دبليو لي
بنيامين دبليو لي (بالإنجليزية: Benjamin W. Lee) (و. 1935 – 1977 م) هو فيزيائي من الولايات المتحدة الأمريكية . ولد في سول .
وكان عضواً في الأكاديمية الأمريكية للفنون والعلوم .

## التعليم
تعلم في Kyunggi High School، وجامعة بيتسبرغ، وجامعة ميامي (أوهايو)، وSeoul National University، وجامعة بنسلفانيا

## مناصب وهيئات
أدار جامعة شيكاغو.